# 京石高速铁路
京石客运专线是中国京广高速铁路的一项工程，是中国铁路中长期铁路网规划“四纵四横”客运专线网络中京广高铁的组成部分，连接首都北京市及河北省石家庄市，全长281公里，沿线设7个车站。京石铁路客运专线配套建设了北京、石家庄动车运用设施和铁路枢纽相关工程。此線在石家庄与石武、石太以及石济客运专线连接。

## 歷史
- 2008年10月7日：在涿州市碼頭鎮舉行動工儀式，正式開工建設。投资估算总额为438.7亿元人民币。
- 2012年12月26日：全線通车，京广既有线上运行的京石（邯）城际列车也于此前停运。[2]
- 2022年6月20日：京广高铁北京至武汉间率先常态化按时速350公里高标运营[3]。

## 路線特點
绝大部分路段均采用无砟轨道，为减少土地使用量，全线以高架桥梁线路为主，桥隧比达77%。设计列车最高营运时速350公里，初期运营速度300公里每小时，来往北京至石家庄的需时，由以往的2小时缩短至1小时。